# Vesturland
Il Vesturland è una delle otto regioni islandesi. È collocata nella zona occidentale dell'isola, e si estende per poco meno di 10.000 km²

## Geografia fisica
Gran parte del territorio dell'intera regione è rappresentato dalla penisola di Snæfellsnes, lembo di terra conosciuto come Islanda in miniatura, per via delle caratteristiche geofisiche del suo territorio: gran parte dei simboli del Paese sono collocati qui, come il vulcano Snæfellsjökull, che domina la penisola con i suoi 1446 metri di altezza.

## Economia
La regione è collegata alla Hringvegur, la Strada ad anello, tramite la strada statale 54.
Il capoluogo di regione è la città di Akranes, che con i suoi 6.300 abitanti è considerata la città dormitorio di Reykjavík: tramite un tunnel infatti le due città distano solo 30 minuti di viaggio, e molti dei suoi abitanti fanno la spola come pendolari.

## Comuni
- Akranes: (5.955)
- Borgarbyggð: (3.713)
- Dalabyggð: (682)
- Eyjar og Miklaholt: (140)
- Grundarfjörður: (954)
- Helgafellssveit: (58)
- Hvalfjarðarsveit: (616)
- Skorradalur: (56)
- Snæfellsbær: (1.702)
- Stykkishólmur: (1.149)